# Pilobolus crystallinus
Pilobolus crystallinus varietat crystallinus, és una espècie de fong que pertany a l'ordre Mucorales. És únic pel fet que adhereix les seves espores a la vegetació, per tal que se les mengin els animals que pasturen. Passa pel sistema digestiu d'aquests animals i creix sobre les seves femtes un cop excretades. Encara que aquest fong només creix fins a 2-4 cm d'alt, pot enviar els seus esporangis que contenen les seves espores 2 metres lluny. L'esporangi s'adhereix gràcies a una mucositat que té a la vegetació allunyada de les femtes permeten dispersar-se fora de la "zona de repugnància" al voltant de la femta que els herbívors eviten menjar-ne l'herba. Així el fong pot completar el seu cicle vital.